# 영원부원군 묘
영원부원군 묘(鈴原府院君 墓)는 대한민국 경기도 연천군 미산면 아미리에 있다. 1987년 12월 29일 연천군의 향토문화재 제6호로 지정되었다.

## 개요
영원부원군(領原府院君) 윤호(1424-1496)선생은 조선시대 세조-성종 때의 문신으로 자는 숙보(叔保), 본관은 파평(坡平), 고구려 예종 때의 문하시중(門下侍中)을 지낸 윤관의 12대손이자 첨지중추부사 윤삼사의 아들이며 조선 제9대 성종의 장인이다. 세종 29년(1447) 생원시에 합격한 뒤 단종 2년(2454) 종묘승(宗廟丞), 군기주부(軍器主簿)를 거쳐 의금부 경력(經歷)으로 예종 원년(1469)에 양주목사로 나가 백성을 잘 다스려 공적을 쌓았다.
성종 3년(1472) 춘장문관(春場文科)에 병과로 급제 이듬해 병조참지를 거쳐 동지중추부사로서 경상도 관찰사를 겸하면서 공사를 속결하여 왕이 친히 내려와 공적을 치하하고 내린 포상을 받았으며 그 뒤 경기도 관찰사를 지냈다. 성종 11년(1480) 10월 선생의 딸이 성종 임금과 결혼하여 정헌왕후가 되자 영원부원군에 봉해졌다. 성종 19년 영돈령부사라는 벼슬을 하다가 이듬해 사복사제조(司僕寺提調)를 겸했다. 성종 24년(1493) 고희를 맞아 사직을 주청했으나 왕이 반대하고 기로소(耆老所)에 들게 하여 궤장을 하사하였다.
이듬해 우의정 춘추관사가 되었으나 거듭 사양하였다. 시호는 평정(平靖)이며 저서로서는 둘째 아들 탕로와 함께 지은 파천집(坡川集)이 있다. 묘의 호석은 1989년 도굴된 후 후손에 의하여 1990년 3월 새로 축조했으며 묘 앞에는 묘비, 상석 그리고 좌우에는 문인석이 각기 배치되어 있다. 묘 아래쪽에는 선생의 공적을 기리는 신도비가 건립되어 있으나, 6.25전쟁 때 입은 탄알의 흔적이 심한 편이다.

## 같이 보기
- 윤호